# Schaufel

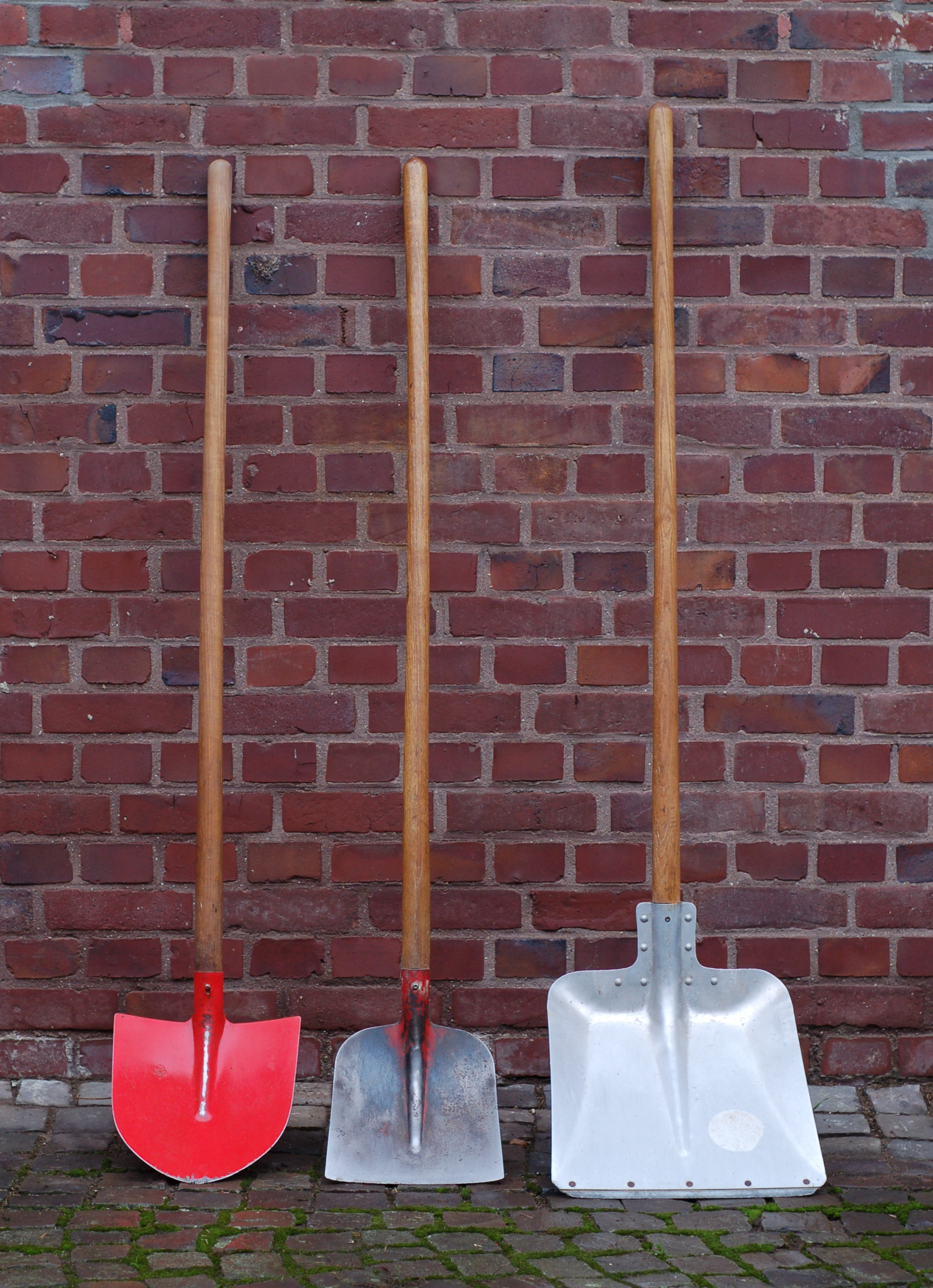
Drei Schaufelausführungen: links Frankfurter Schaufel, in der Mitte Holsteiner Schaufel und rechts Hallenser Randschaufel

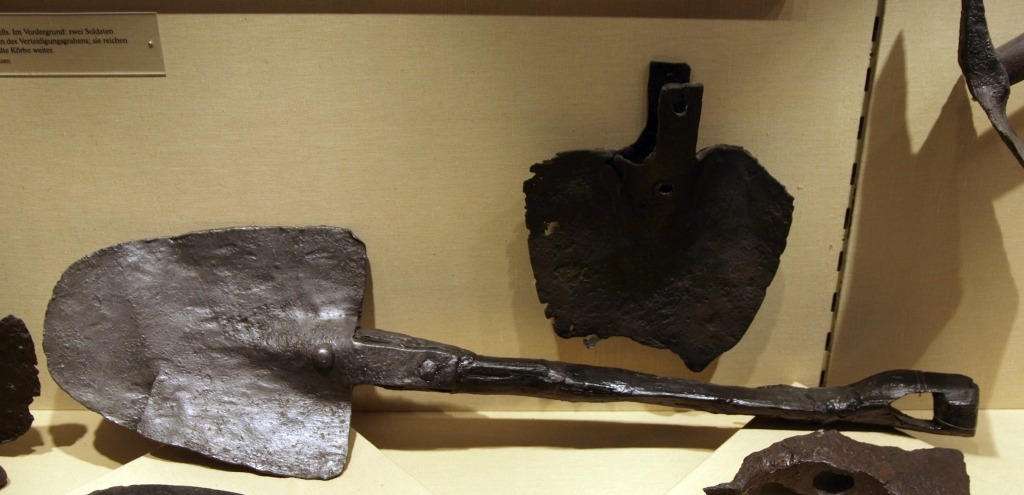
Antike römische Schaufeln vom Kastell Saalburg (1. bis 3. Jahrhundert n. Chr.)

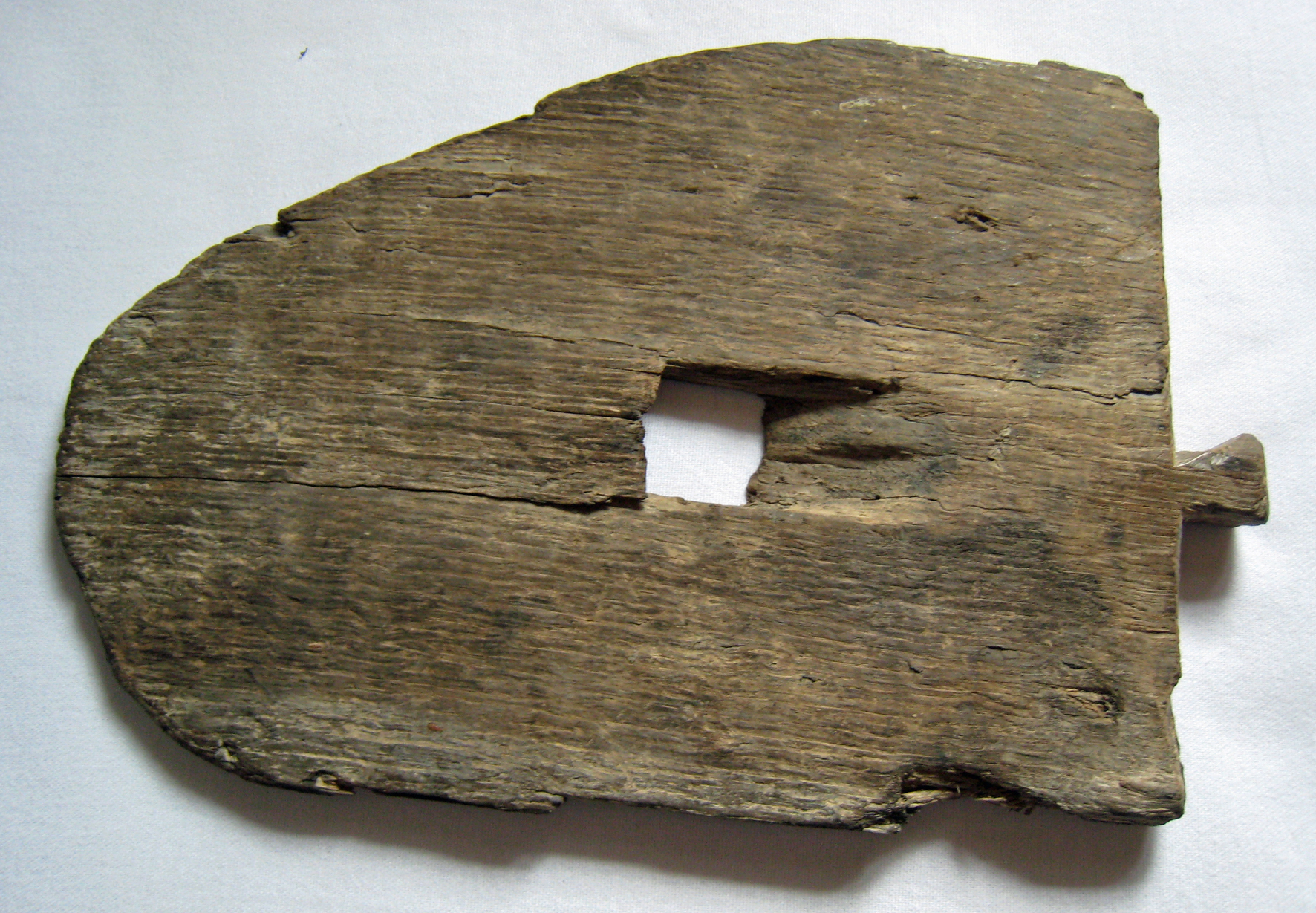
Schaufelblatt 13. Jahrhundert von der Grube Bliesenbach

Eine Schaufel (ahd. Scuvala; mhd. Schuvel), umgangssprachlich in Nord- und Mitteldeutschland auch Schippe oder Schüppe, im Rheinland auch Schöppe, ist ein Werkzeug zum Aufnehmen und Bewegen von Lockermaterialien (beispielsweise Erde, Sand und anderem Schüttgut). Schaufeln sind einfache Maschinen. Das sind Werkzeuge, die zur Umwandlung einer Kraft, hier der Hebelkraft und dem Drehmoment dienen, um diese möglichst zweckmäßig zur Verrichtung von Arbeit einzusetzen.

## Geschichte
Die Vorläufer der Schaufeln sind die seit dem Neolithikum bekannten Grabstöcke. Diese waren zuerst einfache Stöcke, die aber je nach Einsatzzweck auch ein ausgeschnitztes Blatt oder Schultern aufwiesen. Mit Aufkommen von Metallen wurden zunächst nur die Schnittkanten des Schaufelblattes mit Metall verstärkt, bis schließlich mit zunehmender Verbreitung, vor allem des Eisens, die Schaufelblätter ganz aus Eisen gefertigt wurden. Schaufeln mit eisenverstärktem Holzblatt fanden beim Torfstich noch bis in das 20. Jahrhundert Verwendung.

## Grundsätzliche Bauform und Arbeitsleistung des Handwerkzeugs
Die Schaufel dient vorrangig der Aufnahme und dem Transport des Materials, wohingegen der Spaten sich besser dazu eignet, feste  Materialien zu lockern. Nutzungsmöglichkeiten und Bauartunterschiede zwischen diesen beiden Grundbauformen sind aber fließend, so kann zum Beispiel eine Stechschaufel auch zum Graben benutzt werden. Der Einsatz des jeweiligen spezialisierten Gerätes ist arbeitsmäßig günstiger. Die Schaufel kann ferner auch zum Planieren eingesetzt werden.
Schaufeln haben ein mehr oder weniger in Längs- und Querrichtung konkaves, also nach oben gezogenes, Blatt mit Rändern seitlich und/oder an der Hinterkante sowie einer je nach Typ unterschiedlich geformten Vorderkante (Einstechkante). 
Als Handwerkzeug besitzen sie einen zumeist aus Holz gefertigten Stiel als Handhabe. Dieser ist in der Regel mannslang, es gibt aber auch kürzere Ausführungen. Die Stiele sind vielfach aus ergonomischen Gründen leicht gekrümmt. Manche Schaufelstiele verfügen zudem über einen zum Beispiel D-förmigen Handgriff am oberen Ende (Spatengriff).
Eine Arbeitskraft kann etwa drei bis vier Kubikmeter Erde mit der Schaufel in einer Arbeitsstunde rund ein bis zwei Meter hoch und weit umschaufeln. Bei sehr leichtem Material wie beispielsweise Torf kann die Leistung bei Verwendung einer besonders großen Schaufel wie etwa einer Hallenser Randschaufel ungefähr doppelt so hoch sein.

## Ausführungsarten des Handwerkzeugs Schaufel

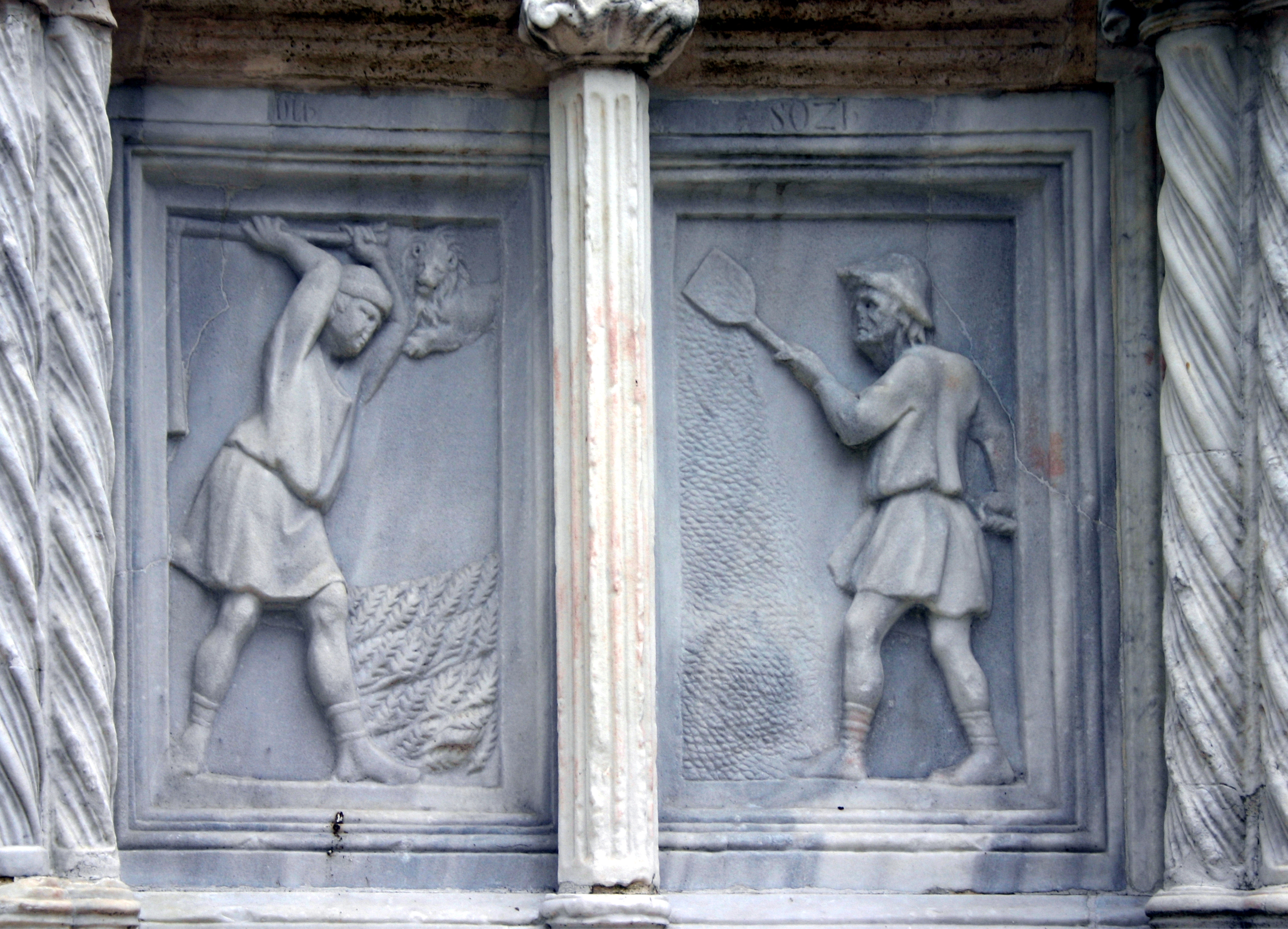
Fontana Maggiore in Perugia
Ernteszene mit Wurfschaufel

- Schaufeln mit größerem Schaufelblatt werden zur Aufnahme und zur Bewegung verhältnismäßig lockeren Materials (zum Beispiel Sand) genutzt:
  - Die Holsteiner Schaufel mit gerader Vorderkante eignet sich gut zum Schaufeln von Erd- und andere Materialmassen.
  - Die Holländer Schaufel ist ähnlich der Holsteiner Schaufel, besitzt jedoch eine bogenförmig gekrümmte Vorderkante zum Freigraben von Wassergräben.
  - Die Emsländer Schaufel besitzt wie die Holländer Schaufel ebenfalls eine bogenförmige jedoch geschärfte Vorderkante, zudem ist ihr Blatt durch Bördelung an den Seiten zusätzlich versteift.
  - Die Frankfurter Schaufel verfügt über ein spitz-rund zulaufendes herzförmiges Blatt zum Aufgraben von steinigen Böden[2]
- Kleinere Schaufeln mit gekrümmtem Schaufelblatt werden zum Bewegen von schwerem Boden (Lehm, Ton o. Ä.) genutzt: 
  - Bayrische Schaufel mit spitz zulaufendem, nur sehr schwach gekrümmtem Blatt zum leichteren Eindringen in schwerere, steinigere Böden.

- Stechschaufeln sind speziell für den kraftvollen Einsatz zum Lösen von härterem Boden ausgelegt und ähneln einem Spaten: Sie haben eine gerade, meist verstärkte Hinterkante für den Einsatz des Fußes zum „Nachtreten“:
  - Ansbacher Schaufel mit spitz zulaufendem, fünfeckigem und sehr flachem Blatt ohne seitlichen Rand.
- Die Spatenschaufel oder auch Grabschaufel genannt, wurde aus Amerika importiert, weshalb sie hier zu Lande auch amerikanische Spatenschaufel genannt wird. In Amerika wird die Schaufel Round Point Shovel genannt. Das schmale, spitz zulaufende Schaufelblatt eignet sich hervorragend zum Ausheben von Löchern oder Gräben. Ein Vorteil ist, dass man die lose Erde mit demselben Werkzeug aus einer Grube herausbefördern kann und nicht das Werkzeug wechseln muss wie z. B. bei einem Spaten. In Deutschland erfreut sich die Spatenschaufel immer größerer Beliebtheit.

- Zum Bewegen von leichtem Schüttgut wie Getreide oder leichten  Lockermaterialien wie Torf oder Schnee verwendet man stark hohle Schaufelblätter:
  - Die Worfschaufel war eine gabelartige Schaufel, mit der das ausgedroschene Getreide gegen den Wind in die Höhe geworfen und dadurch von der Spreu gereinigt wurde.
  - Eine Hallenser Randschaufel hat ein sehr großes, rechteckiges und flaches Blatt mit Rand. Diese Schaufel wird meist aus Leichtmetall, zum Teil jedoch mit stählerner Einsteckkante, hergestellt und eignet sich besonders gut zum Aufnehmen und Bewegen von Getreide.
  - Eine Kehrschaufel, Kehrichtschaufel oder Mistschaufel, oftmals aus Kunststoff oder Metall, wird zusammen mit einem Handfeger benutzt.
  - Eine Schneeschaufel ist eine spezielle, breite Schaufel, die man zum Räumen von Schnee benutzt.
  - Die Lawinenschaufel dient demselben Zweck, meist mit spitzer, teils sogar sägeförmig gezackter  Vorderkante für den Einsatz in festgepresstem Lawinenschnee, aber besonders leicht und handlich und oft mit klappbarem Stiel ausgeführt.

- Setzschaufeln oder Pflanzenkellen sind kleine Einhandschaufeln mit langem, lanzettförmigem und stark längsrundem Blatt für das Setzen oder Ausgraben von kleineren Pflanzen.
- Sandspielschaufeln für Kinder, kleine Schaufeln, oft aus Kunststoff und bunt, zum Spielen im Sandkasten oder am Strand
- Die Lochschaufel dient dem Graben von Erdlöchern.
- Ähnlich der Holsteiner Schaufel geformt, jedoch aus (geschätzt) 9 bis 10 Zinken aufgebaut ist die Schottergabel zum Schaufeln von grobem Bahn-Gleisschotter. Erst die flexiblen Zinken ermöglichen das Eindringen in das sich untereinander verhakende Schottermaterial, unerwünschtes Feinkorn kann durch leichtes Schupfen ausgesiebt werden.
- Die Salzschaufel wurde in der Salzgewinnung eingesetzt.
- Küchenschaufeln sind Handschaufeln, die in Küchen, Lebensmittelbetrieben und - handel zur Entnahme von körnigen Küchenzutaten wie Mehl oder Zucker genutzt werden.

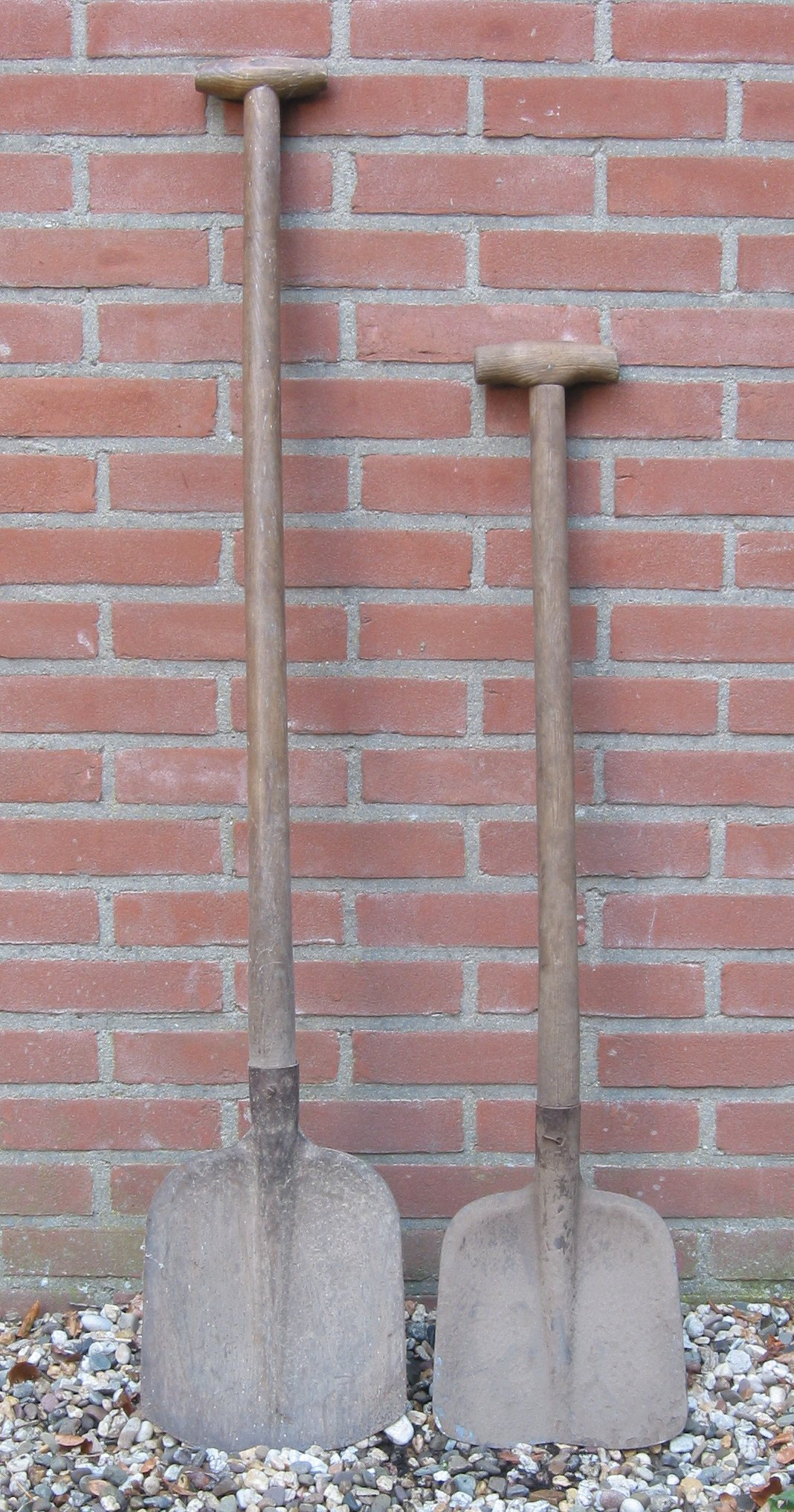
Emsländer Sandschaufel, links groß, rechts kleiner und stark abgenutzt
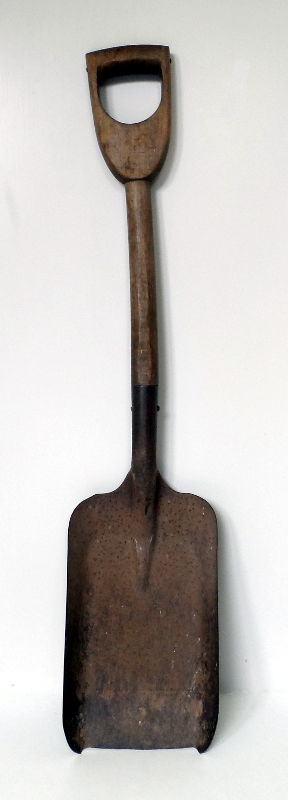
Kohlenschaufel zum Betrieb einer Kohleheizung in einem Wohnhaus (Deutschland, um 1950)
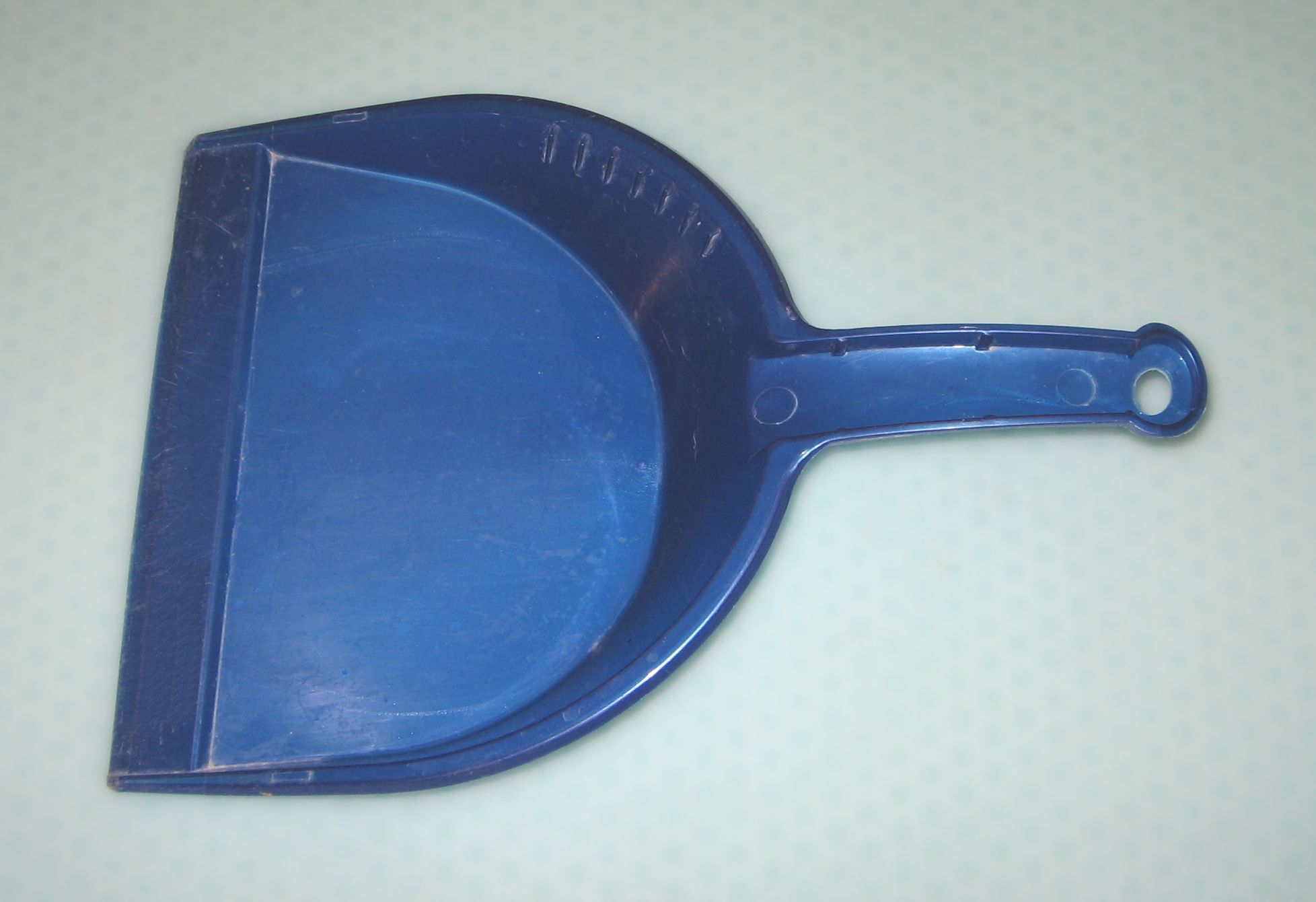
Kehrichtschaufel zu einem Handfeger
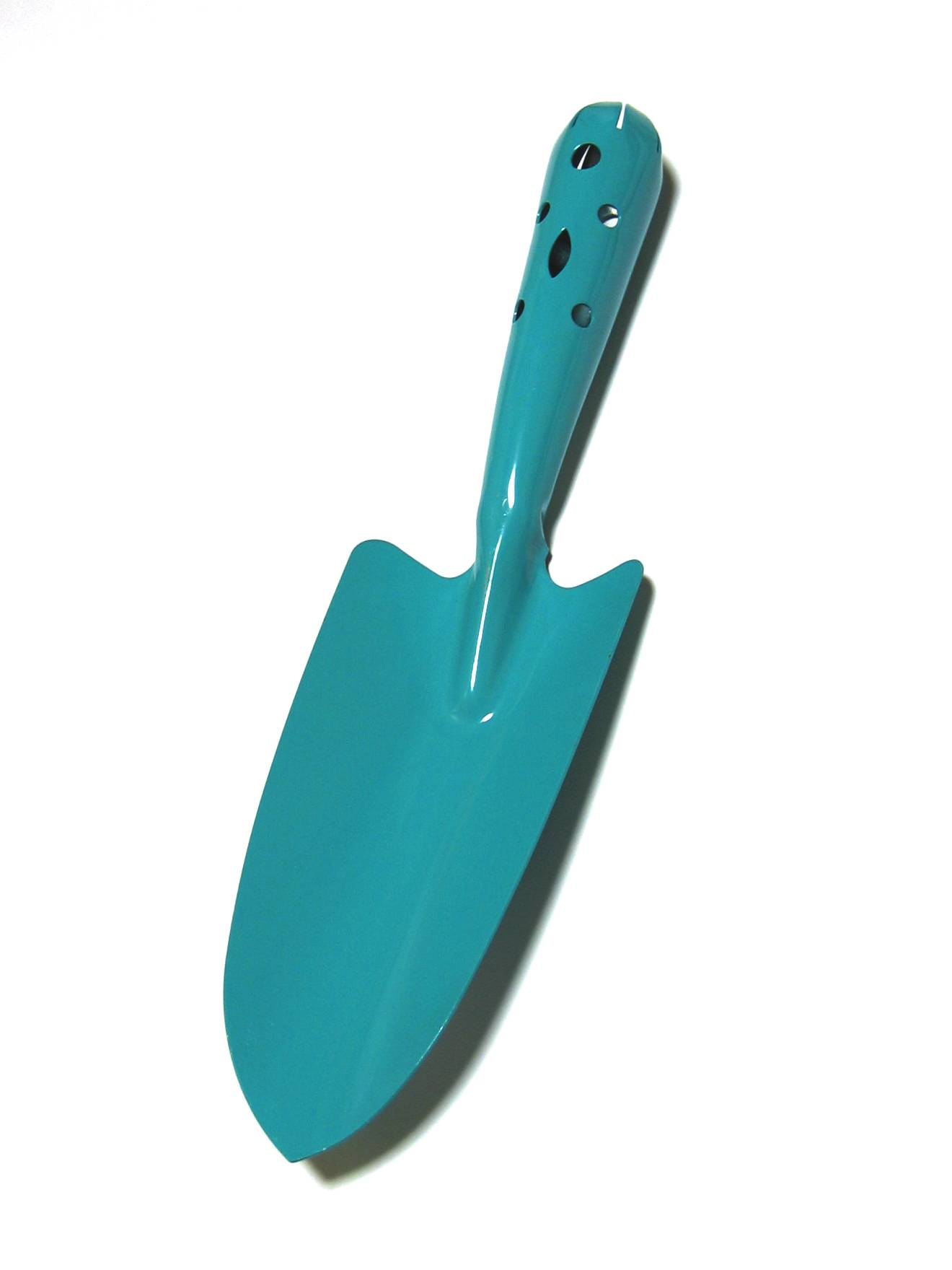
Setzschaufel
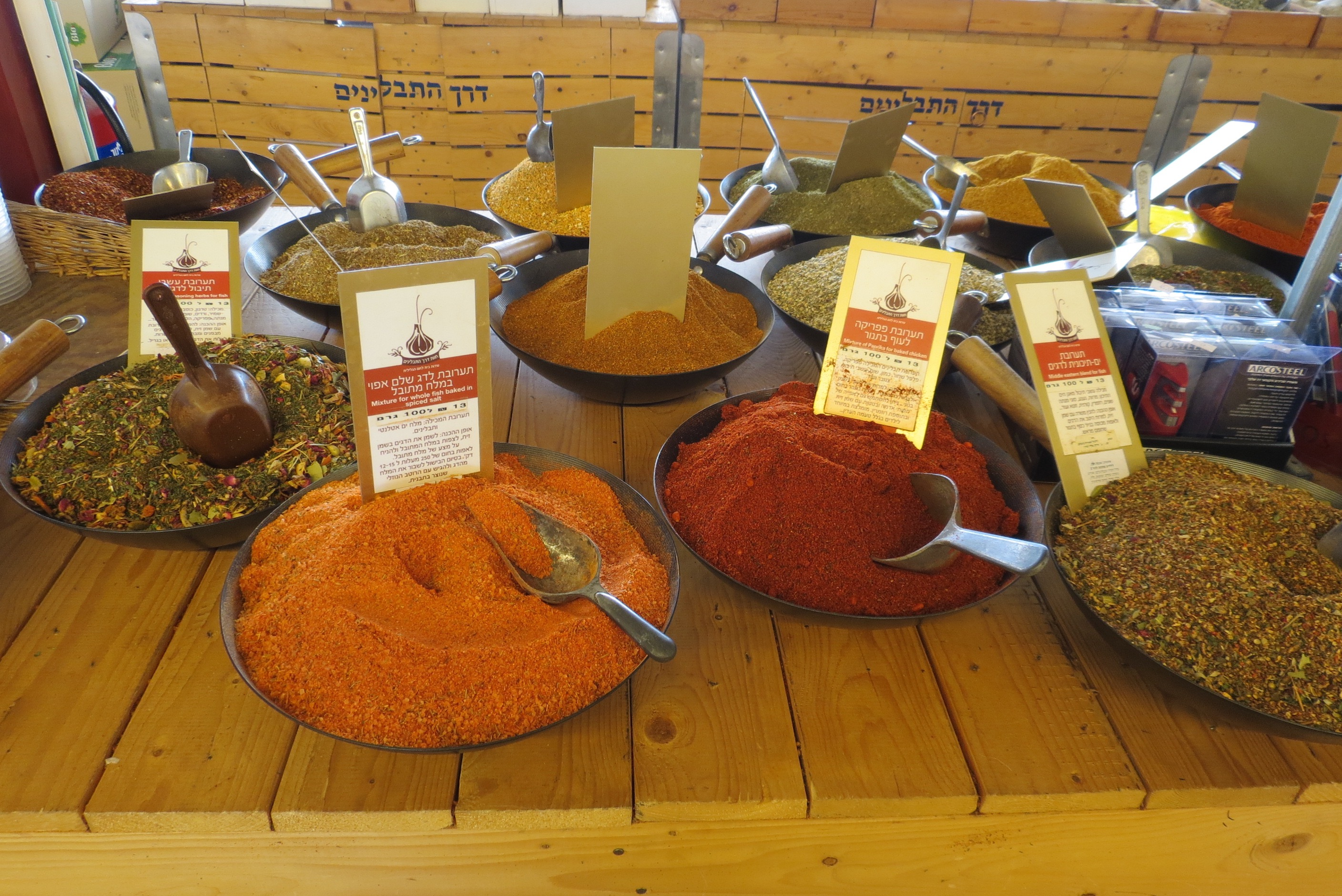
Küchenschaufeln

## Mechanisierung der Schaufel und Schaufelarbeit
- Die Arbeitswerkzeuge (z. B. Tieflöffel) eines Baggers zur Aufnahme und Bewegung von Erde, Sand o. Ä. werden ebenfalls als Schaufel bezeichnet, sie sind entsprechend der wesentlich größeren Ausführung und der höheren Belastung etwa bei Grabearbeit in felsigem Boden stabiler ausgeführt und verfügen vielfach über aus gehärtetem Stahl bestehende Zähne an der Schürfschiene zum besseren Eindringen in verdichtetes Material.
- Auch für Frontlader gibt es Schaufeln als Anbaugeräte.
- Beim Schneepflug spricht man jedoch nicht von einer Schaufel, sondern von einem Schild – er dient dem Schieben und seitlichem Versetzen, die Wurffunktion der Schaufel übernimmt die Schneefräse.